# 파울 베버 (화가)
고틀리프 다니엘 파울 베버(Gottlieb Daniel Paul Weber, 1823년 1월 19일~1916년 10월 12일)는 독일의 화가이다. 베버는 초기 북동부 미국의 초현실적이고 시대를 초월한 풍경화로 유명하다. 그는 1848년 미국으로 이주했고 1860년경 독일로 돌아왔지만 수년 동안 미국 풍경화에 많은 영향을 끼쳤다.

## 어린 시절
베버는 작곡가 요한 다니엘 베버(1784~1848)의 아들로 독일 다름슈타트에서 태어났다. 그는 프랑크푸르트의 슈테델 미술학원에서 미술을 공부했으며 2년 후, 미국에서 살았던 경우를 제외하고 그의 본거지가 된 뮌헨으로 이사하여 뮌헨 아카데미에서 공부했다. 뮌헨 미술원(Akademie der Bildenden Künste)에서 교육을 받은 베버는 특히 고산지대 풍경화에 능숙했다.

## 경력

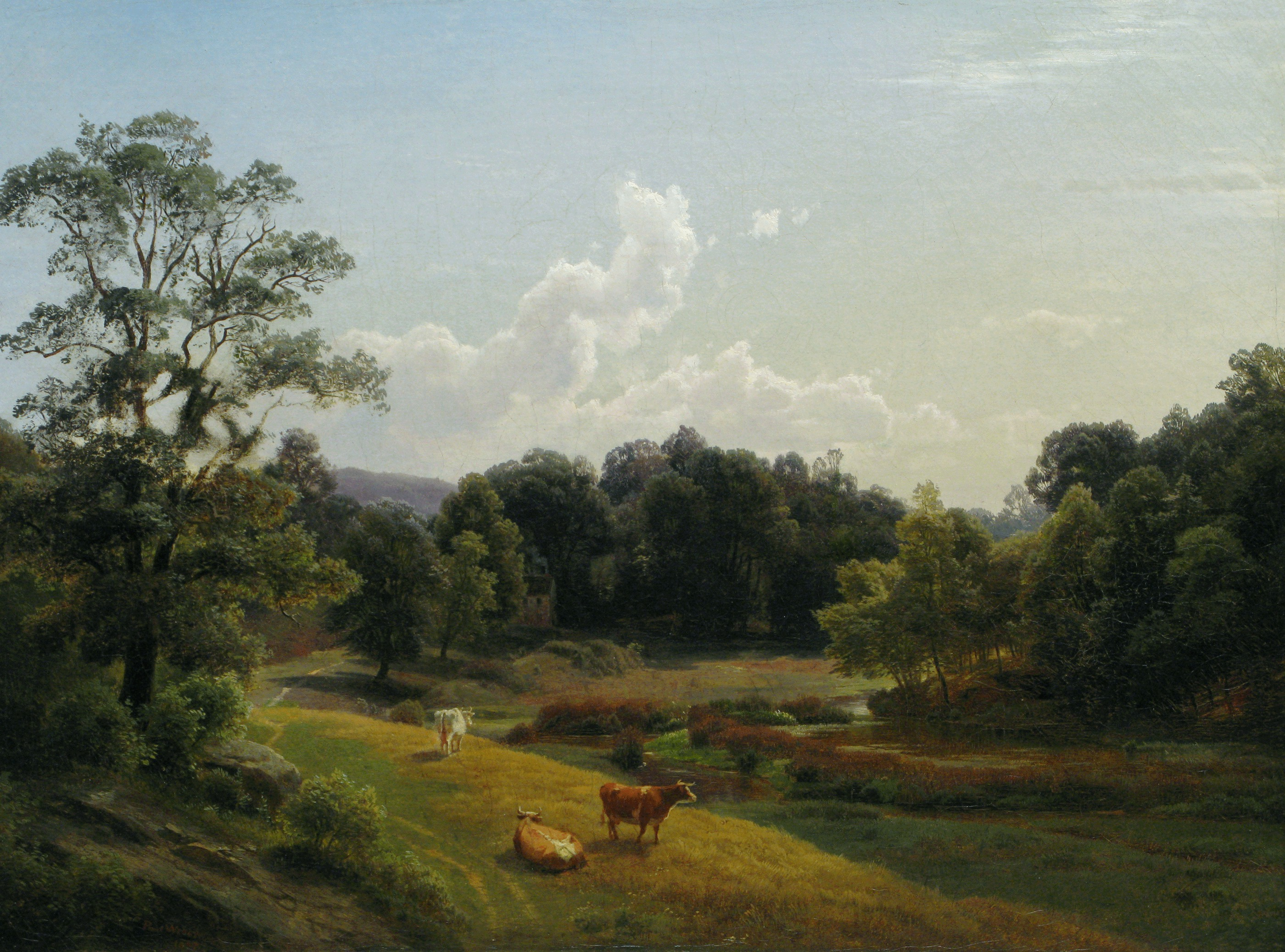
《여름의 전원 풍경》, 1857년

1848년, 독일 공화국이 붕괴된 직후, 그는 25세의 나이로 미국으로 이주하여 필라델피아에 정착해 1849년부터 펜실베이니아 미술아카데미에서 빈번히 작품을 전시했다. 그는 또한 미국 디자인 아카데미(National Academy of Design)와 보스턴 아테네움(Boston Athaeneum)에서 전시를 했다.

30세가 되었을 당시 이미 뛰어난 풍경화가였던 베버는 교사로 활동하기 시작했다. 풍경화 수업에서 그가 가르친 학생들 중에는 윌리엄 트로스트 리차즈, 윌리엄 스탠리 하셀타인, 에드워드 모란, 해리엇 캐니 필 등이 있었다.
1860년에 베버는 독일로 돌아와 뮌헨에 정착했고 남은 생애를 그곳에서 보냈다. 그는 기억과 예술적 재구성에 의존하여 유럽 관객을 위해 계속해서 미국의 풍경을 그렸다. 베버는 귀국한 후에도 1876년 필라델피아에서 열린 100년 박람회에 참여하는 등 미국에서도 자신의 그림을 계속 선보였다.

## 가족
1850년 필라델피아에서 그의 아들 카를 베버(Carl Weber)가 태어났는데, 그는 아버지의 발자취를 따라 예술가가 되었고 아버지처럼 풍경화를 그렸다. 또한 파울 베버의 조카 칼 필립 베버(Carl Philipp Weber) 역시 후에 화가가 되었다.